# Rússia nos Jogos Olímpicos de Verão da Juventude de 2010

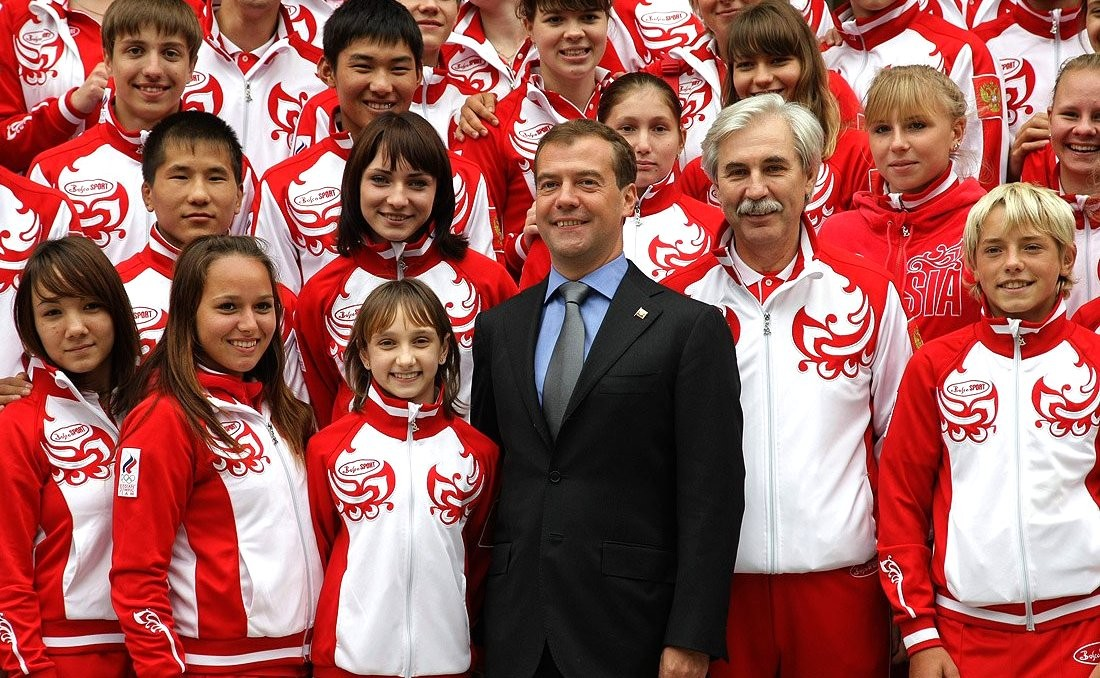
O presidente Dmitry Medvedev cumprimentando os medalhistas.

A Rússia participou dos Jogos Olímpicos de Verão da Juventude de 2010 em Cingapura. Sua delegação foi composta por 94 atletas em 20 esportes, a maior dentre os países europeus. O país ficou em 2ª lugar no quadro de medalhas com 18 ouros, 14 pratas e 11 bronzes.

## Medalhistas
| Medalhas da Rússia nos Jogos Olímpicos de Verão da Juventude de 2010 | Medalhas da Rússia nos Jogos Olímpicos de Verão da Juventude de 2010 | Medalhas da Rússia nos Jogos Olímpicos de Verão da Juventude de 2010 | Medalhas da Rússia nos Jogos Olímpicos de Verão da Juventude de 2010 | Medalhas da Rússia nos Jogos Olímpicos de Verão da Juventude de 2010 |
| Medalha                                                              | Nome | Esporte                                                              | Evento                                                               | Data                                                                 |
| -------------------------------------------------------------------- | --- | -------------------------------------------------------------------- | -------------------------------------------------------------------- | -------------------------------------------------------------------- |
| Ouro                                                                 | Anastasia Valueva | Taekwondo                                                            | Até 44 kg feminino                                                   | 15 de agosto                                                         |
| Ouro                                                                 | Ruslan Adzhigov | Luta                                                                 | Greco-romana até 85 kg masculino                                     | 15 de agosto                                                         |
| Ouro                                                                 | Yana Egoryan | Esgrima                                                              | Sabre individual feminino                                            | 16 de agosto                                                         |
| Ouro                                                                 | Andrey Ushakov | Natação                                                              | 200 m livre masculino                                                | 16 de agosto                                                         |
| Ouro                                                                 | Andrey Ushakov Alexey Atsapkin Ilya Lemaev Anton Lobanov | Natação                                                              | 4x100 m livre masculino                                              | 17 de agosto                                                         |
| Ouro                                                                 | Aldar Balzhinimaev | Luta                                                                 | Livre até 46 kg masculino                                            | 17 de agosto                                                         |
| Ouro                                                                 | Azamatbi Pshnatlov | Luta                                                                 | Livre até 63 kg masculino                                            | 17 de agosto                                                         |
| Ouro                                                                 | Artem Okulov | Halterofilismo                                                       | Até 77 kg masculino                                                  | 18 de agosto                                                         |
| Ouro                                                                 | Olga Zubova | Halterofilismo                                                       | Mais de 63 kg feminino                                               | 18 de agosto                                                         |
| Ouro                                                                 | Viktoria Komova | Ginástica artística                                                  | Individual geral feminino                                            | 19 de agosto                                                         |
| Ouro                                                                 | Daria Gavrilova | Tênis                                                                | Simples feminino                                                     | 20 de agosto                                                         |
| Ouro                                                                 | Ekaterina Bleskina | Atletismo                                                            | 100 m com barreiras feminino                                         | 21 de agosto                                                         |
| Ouro                                                                 | Viktoria Komova | Ginástica artística                                                  | Barras assimétricas feminino                                         | 21 de agosto                                                         |
| Ouro                                                                 | Viktoria Komova | Ginástica artística                                                  | Salto feminino                                                       | 21 de agosto                                                         |
| Ouro                                                                 | Natalia Troneva | Atletismo                                                            | Arremesso de peso feminino                                           | 22 de agosto                                                         |
| Ouro                                                                 | Maria Kuchina | Atletismo                                                            | Salto em altura feminino                                             | 22 de agosto                                                         |
| Ouro                                                                 | Alexandra Merkulova | Ginástica rítmica                                                    | Individual geral                                                     | 25 de agosto                                                         |
| Ouro                                                                 | Ksenia Dudkina Olga Ilyina Karolina Sevastyanova Alina Makarenko | Ginástica rítmica                                                    | Grupo geral                                                          | 25 de agosto                                                         |
| Prata                                                                | Victoria Alekseeva | Esgrima                                                              | Florete individual feminino                                          | 15 de agosto                                                         |
| Prata                                                                | Kristina Kochetkova | Natação                                                              | 200 m medley feminino                                                | 15 de agosto                                                         |
| Prata                                                                | Alexandra Papusha Olga Detenyuk Kristina Kochetkova Ekaterina Andreeva | Natação                                                              | 4x100 m medley feminino                                              | 16 de agosto                                                         |
| Prata                                                                | Anton Lobanov | Natação                                                              | 100 m peito masculino                                                | 16 de agosto                                                         |
| Prata                                                                | Diana Akhmetova | Halterofilismo                                                       | Até 63 kg feminino                                                   | 17 de agosto                                                         |
| Prata                                                                | Aliaskhab Sirazhov | Taekwondo                                                            | Até 73 kg masculino                                                  | 18 de agosto                                                         |
| Prata                                                                | Anton Lobanov | Natação                                                              | 200 m peito masculino                                                | 18 de agosto                                                         |
| Prata                                                                | Alexey Kosov | Halterofilismo                                                       | Até 85 kg masculino                                                  | 18 de agosto                                                         |
| Prata                                                                | Alexandra Papusha Anton Lobanov Kristina Kochetkova Andrey Ushakov | Natação                                                              | 4x100 m medley misto                                                 | 20 de agosto                                                         |
| Prata                                                                | Victor Baluda Mikhail Biryukov | Tênis                                                                | Duplas masculinas                                                    | 21 de agosto                                                         |
| Prata                                                                | Ilya Shugarov | Pentatlo moderno                                                     | Individual masculino                                                 | 22 de agosto                                                         |
| Prata                                                                | Anna Dmitrieva | Judô                                                                 | Até 52 kg feminino                                                   | 22 de agosto                                                         |
| Prata                                                                | Khasan Khalmurzaev | Judô                                                                 | Até 81 kg masculino                                                  | 22 de agosto                                                         |
| Prata                                                                | Daria Vakhterova Irina Zagaynova Tamara Chopikyan Nadezhda Koroleva Oxana Korobkova Nadezhda Pastukh Anna Shukalova Ksenia Milova Veronika Garanina Natalia Anisimova Oxana Kondrashina Natalia Danshina Victoria Divak Ekaterina Chernobrovina | Handebol                                                             | Torneio Feminino de Handebol                                         | 25 de agosto                                                         |
| Bronze                                                               | Artur Suleymanov | Luta                                                                 | Greco-romana até 58 kg masculino                                     | 15 de agosto                                                         |
| Bronze                                                               | Alexandra Papusha | Natação                                                              | 100 m costas feminino                                                | 16 de agosto                                                         |
| Bronze                                                               | Svetlana Lipatova | Luta                                                                 | Livre até 60 kg masculino                                            | 16 de agosto                                                         |
| Bronze                                                               | Alexandra Papusha | Natação                                                              | 50 m costas feminino                                                 | 19 de agosto                                                         |
| Bronze                                                               | Tatiana Segina | Tiro com arco                                                        | Individual feminino                                                  | 20 de agosto                                                         |
| Bronze                                                               | Bolot Tsybzhitov | Tiro com arco                                                        | Individual masculino                                                 | 21 de agosto                                                         |
| Bronze                                                               | Nadezhda Leontyeva | Atletismo                                                            | Marcha atlética feminina (5 km)                                      | 21 de agosto                                                         |
| Bronze                                                               | Daniil Kazachkov | Ginástica artística                                                  | Cavalo com alças masculino                                           | 21 de agosto                                                         |
| Bronze                                                               | Pavel Parshin | Atletismo                                                            | Marcha atlética masculina (10 km)                                    | 22 de agosto                                                         |
| Bronze                                                               | Viktoria Komova | Ginástica artística                                                  | Solo feminino                                                        | 22 de agosto                                                         |
| Bronze                                                               | Bogdan Glivenko Valentin Golubev Ivan Komarov Maxim Kulikov Vladimir Manerov Filipp Mokievskiy Ilya Nikitin Konstantin Osipov Alexander Shchurin Dmitriy Solodilin Alexey Tertyshnikov Vadim Zolotukhin                                         | Voleibol                                                             | Torneio Masculino de Voleibol                                        | 25 de agosto                                                         |

## Atletismo
| Evento                            | Atleta                                          | Qualificação | Qualificação | Final     | Final        |
| Evento                            | Atleta                                          | Resultado    | Posição      | Resultado | Posição      |
| --------------------------------- | ----------------------------------------------- | ------------ | ------------ | --------- | ------------ |
| 100 m com barreiras feminino      | Ekaterina Bleskina                              | 13.32        | 1º (q3)      | 13.34     | [ 3 ]        |
| 200 m feminino                    | Ekaterina Rahzhina                              | 25.00        | 9º (3º q3)   | 24.70     | 3º (Final B) |
| Salto em altura feminino          | Maria Kuchina                                   | 1,76         | 1º           | 1,89      | [ 7 ]        |
| Marcha atlética feminina (5 km)   | Nadezda Leontyeva                               |              |              | 22:35.05  | [ 8 ]        |
| Salto com vara feminino           | Natalia Demidenko                               | 3,90         | 4º           | 3,65      | 6º (Final A) |
| Arremesso de peso feminino        | Natalia Troneva                                 | 15,06        | 3º           | 15,66     | [ 12 ]       |
| 400 m masculino                   | Nikita Uglov                                    | 47.43        | 4º (1º q1)   | 48.15     | 7º (Final A) |
| Revezamento masculino             | Nikita Uglov (como integrante da equipe Europa) |              |              | 1:52.11   | [ 15 ]       |
| Marcha atlética masculina (10 km) | Pavel Parshin                                   |              |              | 44:18.04  | [ 16 ]       |
| Salto em distância masculino      | Sergey Morgunov                                 | 7,27         | 7º           | 7,08      | 7º (Final A) |
| Arremesso de disco feminino       | Victoria Sadova                                 | 45,37        | 5º           | 44,60     | 7º (Final A) |

## Basquetebol
Feminino:
| Elenco                                                                  | Preliminares                                                                               | Preliminares | Classificação 9-16 | Classificação 9-12 | Disputa pelo 11º lugar   | Pos. final |
| Elenco                                                                  | Grupo A                                                                                    | Pos.         | Classificação 9-16 | Classificação 9-12 | Disputa pelo 11º lugar   | Pos. final |
| ----------------------------------------------------------------------- | ------------------------------------------------------------------------------------------ | ------------ | ------------------ | ------------------ | ------------------------ | ---------- |
| Anastasiya Mamedova Elena Antonenko Evgeniya Buykina Kseniya Kozochkina | CIV Costa do Marfim V 16-6 KOR Coreia do Sul D 18-22 VAN Vanuatu V 33-5 CAN Canadá D 15-18 | 3º           | ANG Angola V 28-14 | FRA França D 12-22 | BLR Bielorrússia V 21-18 | 11º        |

## Boxe
| Evento                       | Atleta           | Preliminares                  | Disputa pelo 5º lugar          | Pos. final |
| ---------------------------- | ---------------- | ----------------------------- | ------------------------------ | ---------- |
| Peso pesado (até 91 kg)      | Alexander Ivanov | TUR Umit Can Patir D 1-4      | USA Joshua Temple V 5-3        | 5º         |
| Peso meio-pesado (até 81 kg) | Anzor Elpiev     | CUB Irosvani Duverger D 1-7   | IRI Bijan Khojasteh V 10-3     | 5º         |
| Peso mosca (até 51 kg)       | Vasiliy Vetkin   | PUR Emmanuel Rodríguez D 4-11 | AZE Shaban Shahpalangov V 11-8 | 5º         |

## Canoagem
| Evento                  | Atleta             | Tomada de tempo | Tomada de tempo | 1ª rodada                                       | 2ª rodada (repescagem)                        | Oitavas-de-final                             | Quartas-de-final                           | Semi-finais        | Final              | Pos. final |
| Evento                  | Atleta             | Resultado       | Pos.            | Oponente Resultado                              | Oponente Resultado                            | Oponente Resultado                           | Oponente Resultado                         | Oponente Resultado | Oponente Resultado | Pos. final |
| ----------------------- | ------------------ | --------------- | --------------- | ----------------------------------------------- | --------------------------------------------- | -------------------------------------------- | ------------------------------------------ | ------------------ | ------------------ | ---------- |
| Velocidade C1 masculino | Alexey Volgin      | Desclassificado | --              | Não avançou                                     | Não avançou                                   | Não avançou                                  | Não avançou                                | Não avançou        | Não avançou        | --         |
| Slalom C1 masculino     | Alexey Volgin      | 2:48.65         | 14º             | CHN Wang Xiaodong D Não completou (bat. 1)      | Não avançou                                   | Não avançou                                  | Não avançou                                | Não avançou        | Não avançou        | --         |
| Velocidade K1 masculino | Igor Kalashnikov   | 1:33.74         | 10º             | FRA Guillaume Bernis V 1:33.15 (bat. 9)         |                                               | SIN Brandon Wei Cheng Ooi V 1:32.06 (bat. 7) | ESP Íñigo García D 1:32.87(bat. 4)         | Não avançou        | Não avançou        | 5º         |
| Slalom K1 masculino     | Igor Kalashnikov   | 1:47.43         | 15º             | UKR Vasyl Zelnychenko D 1:47.38 (bat. 7)        | CMR Dipoko Dikongue D Desclassifcado (rep. 5) | Não avançou                                  | Não avançou                                | Não avançou        | Não avançou        | --         |
| Velocidade K1 feminino  | Natalia Podolskaya | 1:41.65         | 2º              | STP Genanilze Almeida Soares V 1:41.22 (bat. 2) |                                               | SLO Ajda Novak V 1:41.85 (bat. 2)            | ESP M. E. Monleón D Não completou (bat. 2) | Não avançou        | Não avançou        | 8º         |
| Slalom K1 feminino      | Natalia Podolskaya | 1:57.33         | 13º             | DEN Ida Villumsen V 1:52.23 (bat. 11)           |                                               | FRA Manon Hostens D 1:56.18 (bat. 5)         | Não avançou                                | Não avançou        | Não avançou        | --         |

## Esgrima
| Evento                       | Atleta             | Qualificação | Qualificação | Oitavas-de-final                | Quartas-de-final              | Semifinais                  | Final                      | Pos. final       |
| Evento                       | Atleta             | Oponente Resultado | Pos.         | Oponente Resultado              | Oponente Resultado            | Oponente Resultado          | Oponente Resultado         | Pos. final       |
| ---------------------------- | ------------------ | --- | ------------ | ------------------------------- | ----------------------------- | --------------------------- | -------------------------- | ---------------- |
| Sabre individual masculino   | Artur Okunev       | HUN Andras Szatmari V 5-4 USA Will Spear D 2-5 CAN Miguel Breault-Mallette V 5-3 ITA Leonardo Affede D 3-5 KOR Song Jong-Hun V 5-3             | 7º           | HKG Jackson Wang V 15-14        | BLR Mikhail Akula D 12-15     | Não avançou                 | Não avançou                | 7º               |
| Florete individual masculino | Kiriil Lichagin    | HUN Antal Gyorgyi V 5-4 GBR Alexander Tofalidis V 5-4 KOR Lee Kwang-Hyun D 1-5 EGY Mostafa Mahmoud V 5-3 ITA Edoardo Luperi D 2-5              | 5º           | SIN Xian Shi Justin Ong V 15-10 | KOR Lee Kwang-Hyun D 10-15    | Não avançou                 | Não avançou                | 5º               |
| Florete individual feminino  | Victoria Alekseeva | LIB Rita Abou Jaoude V 5-0 CAN Alanna Goldie D 3-5 USA Mona Shaito D 3-5 EGY Menatalla Daw V 5-0 SEN Mame Ndao V 5-2 ITA Camilla Mancini V 5-0 | 3º           | Sem oponente                    | SIN Ye Ying Liane Wong V 15-5 | HUN Dora Lupkovics V 15-11  | ITA Camilla Mancini D 9-15 | Medalha de prata |
| Sabre individual feminino    | Yana Egoryan       | KOR Seo Ji-Yeon D 3-5 ITA Vittoria Ciardullo D 3-5 FRA Kenza Boudad V 5-3 EGY Mennatalla Yasser Ahmed V 5-0 VEN Maria Carreno V 5-3            | 6º           | VEN Maria Carreno V 15-7        | KOR Seo Ji-Yeon V 15-11       | UKR Alina Komaschuk V 15-14 | USA Celina Merza V 15-8    | Medalha de ouro  |
| Espada individual feminino   | Yulia Bakhareva    | RSA Wanda Matshaya V 5-1 ROM Amalia Tataran V 5-3 KOR Lee Hye-Won V 5-4 GBR Amy Radford V 5-4 ARG Clara Isabel Di Tella V 5-3                  | 2º           | Sem oponente                    | ITA Alberta Santuccio D 7-13  | Não avançou                 | Não avançou                | 5º               |

| Evento         | Atleta                                                  | Oitavas-de-final   | Quartas-de-final              | Semifinais                    | Disputa pelo bronze     | Pos. final       |
| Evento         | Atleta                                                  | Oponente Resultado | Oponente Resultado            | Oponente Resultado            | Oponente Resultado      | Pos. final       |
| -------------- | ------------------------------------------------------- | ------------------ | ----------------------------- | ----------------------------- | ----------------------- | ---------------- |
| Equipes mistas | Victoria Alekseeva (como integrante da equipe Europa 2) | Sem oponente       | Equipe Ásia-Oceania 2 V 30-21 | Equipe Ásia-Oceania 1 V 30-27 | Equipe Europa 1 D 24-30 | Medalha de prata |
| Equipes mistas | Yana Egoryan (como integrante da equipe Europa 1)       | Sem oponente       | Equipe Américas 2 V 30-17     | Equipe América 1 V 30-25      | Equipe Europa 2 V 30-24 | Medalha de ouro  |

| Evento         | Atleta                                                                  | Oitavas-de-final   | Quartas-de-final          | Classificação 5-8         | Disputa pelo 5º lugar   | Pos. final |
| Evento         | Atleta                                                                  | Oponente Resultado | Oponente Resultado        | Oponente Resultado        | Oponente Resultado      | Pos. final |
| -------------- | ----------------------------------------------------------------------- | ------------------ | ------------------------- | ------------------------- | ----------------------- | ---------- |
| Equipes mistas | Kirill Lichagin e Yulia Bakhareva (como integrantes da equipe Europa 3) | Sem oponente       | Equipe Américas 1 D 28-30 | Equipe Américas 2 V 30-23 | Equipe Europa 4 D 29-30 | 6º         |

## Ginástica

### Ginástica artística
| Atleta           | Evento                       | Qualificação | Qualificação | Final por aparelhos | Final por aparelhos | Final individual geral | Final individual geral | Final individual geral | Final individual geral | Final individual geral | Final individual geral | Final individual geral | Final individual geral | Final individual geral | Final individual geral |
| Atleta           | Evento                       | Result.      | Pos.         | Result.             | Pos.                | Barras assimétricas    | Trave                  | Solo                   | Salto                  | Cavalo com alças       | Argolas                | Barras paralelas       | Barra fixa             | Total                  | Pos.                   |
| ---------------- | ---------------------------- | ------------ | ------------ | ------------------- | ------------------- | ---------------------- | ---------------------- | ---------------------- | ---------------------- | ---------------------- | ---------------------- | ---------------------- | ---------------------- | ---------------------- | ---------------------- |
| Daniil Kazachkov | Solo masculino               | 13.800       | 13º          | Não avançou         | Não avançou         |                        |                        |                        |                        |                        |                        |                        |                        |                        |                        |
| Daniil Kazachkov | Cavalo com alças masculino   | 13.950       | 3º           | 13.550              | Medalha de bronze   |                        |                        |                        |                        |                        |                        |                        |                        |                        |                        |
| Daniil Kazachkov | Argolas masculino            | 14.100       | 4º           | 13.825              | 6º                  |                        |                        |                        |                        |                        |                        |                        |                        |                        |                        |
| Daniil Kazachkov | Salto masculino              | 15.800       | 3º           | 14.962              | 6º                  |                        |                        |                        |                        |                        |                        |                        |                        |                        |                        |
| Daniil Kazachkov | Barras paralelas masculino   | 13.900       | 7º           | 12.900              | 8º                  |                        |                        |                        |                        |                        |                        |                        |                        |                        |                        |
| Daniil Kazachkov | Barra fixa masculino         | 13.850       | 7º           | 14.025              | 5º                  |                        |                        |                        |                        |                        |                        |                        |                        |                        |                        |
| Daniil Kazachkov | Individual geral masculino   | 85.400       | 5º           |                     |                     |                        |                        | 14.050                 | 15.550                 | 13.550                 | 13.700                 | 13.150                 | 14.000                 | 84.000                 | 6º                     |
| Viktoria Komova  | Salto feminino               | 15.700       | 1º           | 15.312              | Medalha de ouro     |                        |                        |                        |                        |                        |                        |                        |                        |                        |                        |
| Viktoria Komova  | Barras assimétricas feminino | 15.600       | 1º           | 14.525              | Medalha de ouro     |                        |                        |                        |                        |                        |                        |                        |                        |                        |                        |
| Viktoria Komova  | Trave feminino               | 15.150       | 2º           | 12.999              | 7º                  |                        |                        |                        |                        |                        |                        |                        |                        |                        |                        |
| Viktoria Komova  | Solo feminino                | 14.550       | 1º           | 14.175              | Medalha de bronze   |                        |                        |                        |                        |                        |                        |                        |                        |                        |                        |
| Viktoria Komova  | Individual geral feminino    | 61.000       | 1º           |                     |                     | 15.400                 | 15.250                 | 14.900                 | 15.650                 |                        |                        |                        |                        | 61.250                 | Medalha de ouro        |

### Ginástica rítmica
| Evento           | Atleta              | Qualificação | Qualificação | Qualificação | Qualificação | Qualificação | Qualificação | Final  | Final  | Final  | Final  | Final   | Final           |
| Evento           | Atleta              | Corda        | Arco         | Maças        | Fita         | Total        | Pos.         | Corda  | Arco   | Maças  | Fita   | Total   | Pos. final      |
| ---------------- | ------------------- | ------------ | ------------ | ------------ | ------------ | ------------ | ------------ | ------ | ------ | ------ | ------ | ------- | --------------- |
| Individual geral | Alexandra Merkulova | 25.550       | 26.300       | 26.200       | 25.375       | 103.425      | 1º           | 29.950 | 26.250 | 25.800 | 25.500 | 103.500 | Medalha de ouro |

| Evento      | Atleta                                                          | Qualificação | Qualificação | Qualificação | Qualificação | Final  | Final  | Final  | Final           |
| Evento      | Atleta                                                          | Arco         | Fita         | Total        | Pos.         | Arco   | Fita   | Total  | Pos. final      |
| ----------- | --------------------------------------------------------------- | ------------ | ------------ | ------------ | ------------ | ------ | ------ | ------ | --------------- |
| Grupo geral | Ksenia Dudkina Olga Ilyina Karolina Sevatyanova Alina Makarenko | 26.450       | 25.800       | 52.250       | 1º           | 26.275 | 26.075 | 52.350 | Medalha de ouro |

## Halterofilismo
| Evento                 | Atleta          | Peso corporal (kg) | Arranque (kg) | Arranque (kg) | Arranque (kg) | Arranque (kg) | Arremesso (kg) | Arremesso (kg) | Arremesso (kg) | Arremesso (kg) | Total (kg) | Pos. final       |
| Evento                 | Atleta          | Peso corporal (kg) | 1             | 2             | 3             | Res.          | 1              | 2              | 3              | Res.           | Total (kg) | Pos. final       |
| ---------------------- | --------------- | ------------------ | ------------- | ------------- | ------------- | ------------- | -------------- | -------------- | -------------- | -------------- | ---------- | ---------------- |
| Até 85 kg masculino    | Alexey Kosov    | 81,32              | 150           | 150           | 154           | 154           | 175            | 180            | 180            | 180            | 334        | Medalha de prata |
| Até 77 kg masculino    | Artem Okulov    | 76,59              | 140           | 142           | 145           | 145           | 170            | 177            | 182            | 182            | 327        | Medalha de ouro  |
| Até 63 kg feminino     | Diana Akhmetova | 58,88              | 89            | 92            | 94            | 94            | 110            | 114            | 114            | 110            | 204        | Medalha de prata |
| Mais de 63 kg feminino | Olga Zubova     | 71,59              | 105           | 110           | 112           | 112           | 135            | 139            | 143            | 143            | 251        | Medalha de ouro  |

## Handebol
Feminino:
| Elenco | Preliminares                          | Preliminares | Semifinais              | Final                 | Pos. final       |
| Elenco | Grupo A                               | Pos.         | Semifinais              | Final                 | Pos. final       |
| --- | ------------------------------------- | ------------ | ----------------------- | --------------------- | ---------------- |
| Daria Vakhterova, Irina Zagaynova, Tamara Chopikyan, Nadezhda Koroleva, Oxana Korobkova, Nadezhda Pastukh, Anna Shukalova, Ksenia Milova, Veronika Garanina, Natalia Anisimova, Oxana Kondrashina, Natalia Danshina, Victoria Divak, Ekaterina Chernobrovina | BRA Brasil V 35-20 ANG Angola V 41-22 | 1º           | KAZ Cazaquistão V 41-29 | DEN Dinamarca D 26-28 | Medalha de prata |

## Judô
| Evento              | Atleta             | 1ª rodada                    | 2ª rodada                   | Semifinais                   | Final                          | Pos. final |
| ------------------- | ------------------ | ---------------------------- | --------------------------- | ---------------------------- | ------------------------------ | ---------- |
| Até 52 kg feminino  | Anna Dmitrieva     | SIN Jing Fang Tang V 110-000 | TPE Wu Yu-Chun V 011-001    | PRK Un-Ju Ri V 100-001       | USA Katelyn Bouyssou D 000-021 | [ 21 ]     |
| Até 81 kg masculino | Khasan Khalmurzaev | Sem oponente                 | SVK Arpád Szakács V 101-001 | HUN Krisztian Toth V 001-000 | KOR Lee Jae-Hyung D 001-002    | [ 21 ]     |

| Evento         | Atleta                                               | 1ª rodada               | 2ª rodada              | Semifinais              | Final                  | Pos. final       |
| -------------- | ---------------------------------------------------- | ----------------------- | ---------------------- | ----------------------- | ---------------------- | ---------------- |
| Equipes mistas | Anna Dmitrieva (como integrante da equipe Belgrado)  | Sem oponente            | ZZX Equipe Osaka V 4-4 | ZZX Equipe Tóquio V 5-3 | ZZX Equipe Essen D 1-6 | Medalha de prata |
| Equipes mistas | Khasan Khalmurzaev (como integrante da equipe Paris) | ZZX Equipe Tóquio D 3-5 | Não avançou            | Não avançou             | Não avançou            | 10º              |

## Lutas
| Evento                           | Atleta             | Preliminares                 | Preliminares                        | Preliminares                 | Preliminares | Final                      | Pos. final |
| Evento                           | Atleta             | 1ª rodada                    | 2ª rodada                           | 3ª rodada                    | Pos.         | Oponente Resultado         | Pos. final |
| Evento                           | Atleta             | Oponente Resultado           | Oponente Resultado                  | Oponente Resultado           | Pos.         | Oponente Resultado         | Pos. final |
| -------------------------------- | ------------------ | ---------------------------- | ----------------------------------- | ---------------------------- | ------------ | -------------------------- | ---------- |
| Livre até 46 kg masculino        | Aldar Balzhinimaev | Folga                        | EGY Mohamed Abdelnaeem V 3-1        | ARM Artak Hovhannisyan V 3-1 | 1º           | IRI Mehran Sheikhi V 4-0   | [ 22 ]     |
| Greco-romana até 58 kg masculino | Artur Suleymanov   | UKR Oleksandr Lytvynov D 1-3 | MEX Pedro Rodriguez Camarillo V 3-1 | RSA Leonard Gregory V 4-0    | 2º           | NAM Jason Afrikaner V 3-0* | [ 23 ]     |
| Livre até 63 kg masculino        | Azamatbi Pshnatlov | ECU Johnny Pilay V 3-0       | GEO Irakli Mosidze V 4-0            | AUS Haris Fazlic V 4-0       | 1º           | TJK Bakhodur Kadirov V 4-0 | [ 22 ]     |
| Greco-romana até 85 kg masculino | Ruslan Adzhigov    | ARM Varos Petrosyan V 3-1    | UZB Ruslan Kamilov V 3-1            | KOR Junhyeong Choi V 3-1     | 1º           | EGY Hamdy Abdelwahab V 3-0 | [ 23 ]     |

* Disputa pelo bronze
| Evento                   | Atleta            | Preliminares       | Preliminares         | Preliminares                     | Preliminares                | Preliminares             | Preliminares | Disputa pelo bronze     | Pos. final |
| Evento                   | Atleta            | 1ª rodada          | 2ª rodada            | 3ª rodada                        | 4ª rodada                   | 5ª rodada                | Pos.         | Oponente Resultado      | Pos. final |
| Evento                   | Atleta            | Oponente Resultado | Oponente Resultado   | Oponente Resultado               | Oponente Resultado          | Oponente Resultado       | Pos.         | Oponente Resultado      | Pos. final |
| ------------------------ | ----------------- | ------------------ | -------------------- | -------------------------------- | --------------------------- | ------------------------ | ------------ | ----------------------- | ---------- |
| Livre até 60 kg feminino | Svetlana Lipatova | Folga              | NZL Tayla Ford V 3-0 | MGL Battsetseg Baatarzorig D 1-3 | NGR Christiana Victor V 3-1 | GUI Aminata Souare V 3-0 | 2º           | BUL Dzhanan Ahmed V 3-0 | [ 24 ]     |

## Natação

### Feminino
| Prova                    | Atleta                                                                 | Elims.          | Elims.      | Semifinal | Semifinal    | Final       | Final             |
| Prova                    | Atleta                                                                 | Tempo           | Pos.        | Tempo     | Pos.         | Tempo       | Pos.              |
| ------------------------ | ---------------------------------------------------------------------- | --------------- | ----------- | --------- | ------------ | ----------- | ----------------- |
| 50 m costas feminino     | Alexandra Papusha                                                      | 29.64           | 1º (q1)     | 29.55     | 3º (1º sf2)  | 29.51       | Medalha de bronze |
| 100 m costas feminino    | Alexandra Papusha                                                      | 1:02.33         | 1º (q5)     | 1:02.62   | 3º (2º sf2)  | 1:02.15     | Medalha de bronze |
| 200 m costas feminino    | Alexandra Papusha                                                      | 2:17.36         | 10º (3º q2) |           |              | Não avançou | Não avançou       |
| 200 m livre feminino     | Ekaterina Andreeva                                                     | 2:06.37         | 20º (2º q3) |           |              | Não avançou | Não avançou       |
| 200 m medley feminino    | Ekaterina Andreeva                                                     | 2:17.10         | 4º (2º q4)  |           |              | 2:17.37     | 4º                |
| 100 m borboleta feminino | Kristina Kochetkova                                                    | 1:01.08         | 4º (3º q5)  | 1:00.09   | 5º (2º sf1)  | 1:01.04     | 6º                |
| 200 m medley feminino    | Kristina Kochetkova                                                    | 2:15.73         | 1º (q2)     |           |              | 2:15.13     | Medalha de prata  |
| 100 m peito feminino     | Olga Detenyuk                                                          | 1:12.68         | 9º (4º q5)  | 1:12.68   | 13º (7º sf2) | Não avançou | Não avançou       |
| 200 m peito feminino     | Olga Detenyuk                                                          | 2:33.30         | 6º (4º q2)  |           |              | 2:34.15     | 6º                |
| 4x100 m livre feminino   | Alexandra Papusha Kristina Kochetkova Ekaterina Andreeva Olga Detenyuk | Desclassificado | -- (q1)     |           |              | Não avançou | Não avançou       |
| 4x100 m medley feminino  | Alexandra Papusha Kristina Kochetkova Ekaterina Andreeva Olga Detenyuk | 4:13.43         | 3º (1º q2)  |           |              | 4:11.07     | Medalha de prata  |

### Masculino
| Prova                     | Atleta                                                   | Elims.  | Elims.      | Semifinal   | Semifinal    | Final       | Final            |
| Prova                     | Atleta                                                   | Tempo   | Pos.        | Tempo       | Pos.         | Tempo       | Pos.             |
| ------------------------- | -------------------------------------------------------- | ------- | ----------- | ----------- | ------------ | ----------- | ---------------- |
| 200 m peito masculino     | Alexey Atsapkin                                          | 2:18.06 | 5º (3º q2)  |             |              | Desistiu    | --               |
| 200 m medley masculino    | Alexey Atsapkin                                          | 2:03.69 | 4º (1º q2)  |             |              | 2:03.66     | 5º               |
| 100 m livre masculino     | Andrey Ushakov                                           | 51.92   | 16º (5º q7) | 51.49       | 10º (6º sf1) | Não avançou | Não avançou      |
| 200 m livre masculino     | Andrey Ushakov                                           | 1:50.34 | 1º (q4)     |             |              | 1:49.81     | Medalha de ouro  |
| 50 m peito masculino      | Anton Lobanov                                            | 28.93   | 3º (2º q2)  | 28.87       | 2º (1º sf2)  | 28.76       | 4º               |
| 100 m peito masculino     | Anton Lobanov                                            | 1:03.29 | 4º (3º q4)  | 1:02.60     | 3º (2º sf1)  | 1:01.44     | Medalha de prata |
| 200 m peito masculino     | Anton Lobanov                                            | 2:17.60 | 3º (1º q3)  |             |              | 2:13.65     | Medalha de prata |
| 100 m borboleta masculino | Ilya Lemaev                                              | 55.77   | 18º (6º q4) | Não avançou | Não avançou  | Não avançou | Não avançou      |
| 200 m borboleta masculino | Ilya Lemaev                                              | 2:04.16 | 11º (4º q2) |             |              | Não avançou | Não avançou      |
| 4x100 m livre masculino   | Andrey Ushakov Alexey Atsapkin Ilya Lemaev Anton Lobanov | 3:27.21 | 6º (3º q1)  |             |              | 3:23.91     | Medalha de ouro  |
| 4x100 m medley masculino  | Andrey Ushakov Alexey Atsapkin Ilya Lemaev Anton Lobanov | 3:46.48 | 3º (3º q2)  |             |              | 3:44.65     | 5º               |

### Misto
| Prova                | Atleta                                                                | Elims.  | Elims.     | Semifinal | Semifinal | Final   | Final            |
| Prova                | Atleta                                                                | Tempo   | Pos.       | Tempo     | Pos.      | Tempo   | Pos.             |
| -------------------- | --------------------------------------------------------------------- | ------- | ---------- | --------- | --------- | ------- | ---------------- |
| 4x100 m livre misto  | Andrey Ushakov Kristina Kochetkova Alexey Atsapkin Ekaterina Andreeva | 3:39.69 | 7º (1º q1) |           |           | 3:42.63 | 8º               |
| 4x100 m medley misto | Alexandra Papusha Anton Lobanov Kristina Kochetkova Andrey Ushakov    | 4:00.67 | 3º (1º q2) |           |           | 3:55.29 | Medalha de prata |

## Pentatlo moderno
| Evento               | Atleta                                         | Esgrima (Espada 1 toque) | Esgrima (Espada 1 toque) | Esgrima (Espada 1 toque) | Natação (200 m livre) | Natação (200 m livre) | Natação (200 m livre) | Corrida e tiro (3000 m, pistola a laser) | Corrida e tiro (3000 m, pistola a laser) | Corrida e tiro (3000 m, pistola a laser) | Pontuação total | Pos. final        |
| Evento               | Atleta                                         | Result.                  | Pos.                     | Pontos                   | Tempo                 | Pos.                  | Pontos                | Tempo                                    | Pos.                                     | Pontos                                   | Pontuação total | Pos. final        |
| -------------------- | ---------------------------------------------- | ------------------------ | ------------------------ | ------------------------ | --------------------- | --------------------- | --------------------- | ---------------------------------------- | ---------------------------------------- | ---------------------------------------- | --------------- | ----------------- |
| Individual feminino  | Gulnaz Gubaydullina                            | 8                        | 19º                      | 680                      | 2:12.87               | 2º                    | 1208                  | 12:53.28                                 | 9º                                       | 1908                                     | 3796            | 9º                |
| Individual masculino | Ilya Shugarov                                  | 17                       | 1º                       | 1040                     | 2:06.40               | 4º                    | 1284                  | 11:29.42                                 | 10º                                      | 2244                                     | 4568            | Medalha de prata  |
| Equipes mistas       | Gulnaz Gubaydullina e LTU Lukas Kontrimavicius | 35                       | 22º                      | 710                      | 1:59.05               | 2º                    | 1372                  | 14:59.91                                 | 1º                                       | 2484                                     | 4566            | Medalha de bronze |
| Equipes mistas       | Ilya Shugarov e UKR Anastasiya Spas            | 63                       | 1º                       | 990                      | 2:02.25               | 4º                    | 1336                  | 15:42.32                                 | 9º                                       | 2312                                     | 4638            | Medalha de ouro   |

## Remo
| Prova             | Atleta                                  | Elim.   | Elim.       | Semifinais | Semifinais   | Final   | Final        |
| Prova             | Atleta                                  | Tempo   | Pos.        | Tempo      | Pos.         | Tempo   | Pos.         |
| ----------------- | --------------------------------------- | ------- | ----------- | ---------- | ------------ | ------- | ------------ |
| Dois sem feminino | Elizaveta Tikhanova Anastasia Tikhanova | 3:43.98 | 3º (bat. 1) | 3:51.46    | 5º (sf A/B2) | 3:42.14 | 2º (Final B) |

## Taekwondo
| Evento              | Atleta             | 1ª rodada    | Quartas-de-final                               | Semifinais               | Final                       | Pos. final       |
| ------------------- | ------------------ | ------------ | ---------------------------------------------- | ------------------------ | --------------------------- | ---------------- |
| Até 73 kg masculino | Aliaskhab Sirazhov | Sem oponente | MNE Vilson Lajčaj V 10-1                       | LIB Michel Samaha V 10-4 | KOR Kim Jin-Hak D 4-6       | Medalha de prata |
| Até 44 kg feminino  | Anastasia Valueva  | Sem oponente | LES Lineo Machobane V Oponente desclassificada | TUR Seyma Tuncer V 8-4   | UKR Iryna Romoldanova V 7-1 | Medalha de ouro  |

## Tênis
| Evento            | Atleta                             | 1ª rodada                                           | 2ª rodada                                    | Quartas-de-final                                          | Semifinais                                               | Final                                                    | Pos. final       |
| Evento            | Atleta                             | Oponente Resultado                                  | Oponente Resultado                           | Oponente Resultado                                        | Oponente Resultado                                       | Oponente Resultado                                       | Pos. final       |
| ----------------- | ---------------------------------- | --------------------------------------------------- | -------------------------------------------- | --------------------------------------------------------- | -------------------------------------------------------- | -------------------------------------------------------- | ---------------- |
| Simples feminino  | Daria Gavrilova                    | SIN Stefanie Tan V 2-0 (6-2 e 6-3)                  | UKR Elina Svitolina V 2-0 (6-2 e 6-3)        | CHN Tang Haochen V 2-0 (6-0 e 6-2)                        | SVK Jana Čepelová V 2-1 (5-7, 7-5 e 6-3)                 | CHN Zheng Saisai V 2-1 (2-6, 6-2 e 6-0)                  | Medalha de ouro  |
| Simples feminino  | Yulia Putintseva                   | JPN Emi Mutaguchi V 2-0 (6-3 e 6-4)                 | BEL An-Sophie Mestach V 2-0 (6-4 e 6-0)      | HUN Tímea Babos D 0-2 (1-6 e 3-6)                         | Não avançou                                              | Não avançou                                              | --               |
| Simples masculino | Mikhail Biryukov                   | CRO Mate Pavić V 2-0 (6-3 e 6-3)                    | BIH Damir Džumhur D 0-2 (4-6 e 1-6)          | Não avançou                                               | Não avançou                                              | Não avançou                                              | --               |
| Simples masculino | Victor Baluda                      | CHN Wang Chuhan V 2-0 (7-5 e 6-2)                   | VEN Ricardo Rodríguez V 2-1 (6-2, 4-6 e 6-3) | BRA Tiago Fernandes V 2-0 (6-2 e 7-6)                     | COL Juan Sebastian Gomez D 1-2 (1-6, 6-3 e 5-7)          | BIH Damir Džumhur D 0-2 (5-7 e 1-6)*                     | 4º               |
| Duplas masculinas | Victor Baluda e Mikhail Biryukov   | BAR Darian King CAN Pavel Krainik V 2-0 (6-4 e 6-3) |                                              | HUN Márton Fucsovics HUN Máté Zsiga V 2-0 (6-2 e 6-4)     | SVK Filip Horanský SVK Jozef Kovalík V 2-0 (6-4 e 7-5)   | GBR Oliver Golding CZE Jiří Veselý D 0-2 (3-6 e 1-6)     | Medalha de prata |
| Duplas femininas  | Daria Gavrilova e Yulia Putintseva | PUR Mónica Puig SIN Stefanie Tan V 2-0 (6-4 e 7-5)  |                                              | UKR Sofiya Kovalets UKR Elina Svitolina V 2-0 (6-4 e 6-4) | SVK Jana Čepelová SVK Chantal Škamlová D 0-2 (4-6 e 6-7) | HUN Tímea Babos BEL An-Sophie Mestach D 0-2 (2-6 e 2-6)* | 4º               |

* Disputa pelo bronze

## Tênis de mesa
| Evento           | Atleta       | Preliminares | Preliminares | Preliminares | 2ª fase | 2ª fase | 2ª fase | Quartas-de-final | Semifinais  | Final       | Pos. final |
| Evento           | Atleta       | Grupo        | Confrontos | Pos.         | Grupo   | Confrontos | Pos.    | Quartas-de-final | Semifinais  | Final       | Pos. final |
| ---------------- | ------------ | ------------ | --- | ------------ | ------- | --- | ------- | ---------------- | ----------- | ----------- | ---------- |
| Simples feminino | Yana Noskova | D            | TPE Hsin Huang V 3-0 (17-15, 11-5, 11-7) BRA Caroline Kumahara V 3-0 (12-10, 11-7, 11-9) GUY Adielle Rosheuvel V 3-0 (11-4, 11-4, 11-2) | 1º           | DD      | CHN Gu Yuting D 0-3 (12-14, 9-11, 6-11) JPN Ayuka Tanioka D 1-3 (7-11, 11-7, 10-12, 7-11) EGY Dina Meshref V 3-1 (11-8, 11-13, 11-7, 12-10) | 3º      | Não avançou      | Não avançou | Não avançou | --         |

| Evento         | Atleta                                                         | 1ª fase | 1ª fase                                                                                        | 1ª fase | Torneio de consolação     | Torneio de consolação | Pos. final |
| Evento         | Atleta                                                         | Grupo   | Confrontos                                                                                     | Pos.    | 1ª rodada                 | 2ª rodada             | Pos. final |
| -------------- | -------------------------------------------------------------- | ------- | ---------------------------------------------------------------------------------------------- | ------- | ------------------------- | --------------------- | ---------- |
| Equipes mistas | Yana Noskova e UZB Elmurod Holikov (Equipe Intercontinental 2) | H       | Cingapura D 1-2 (3-2, 0-3, 1-3) África 1 V 2-1 (3-0, 0-3, 3-0) EGY Egito D 0-3 (2-3, 0-3, 1-3) | 3º      | África 2 V 2-0 (3-0, 3-0) | Europa 5 D WO         | 21º        |

## Tiro
| Evento                        | Atleta              | Qualificação | Qualificação | Qualificação | Qualificação | Qualificação | Qualificação | Qualificação | Qualificação | Final       | Final       | Final       | Final       | Final       | Final       | Final       | Final       | Final       | Final       | Final       | Final       | Final       |
| Evento                        | Atleta              | 1            | 2            | 3            | 4            | 5            | 6            | Total        | Pos.         | 1           | 2           | 3           | 4           | 5           | 6           | 7           | 8           | 9           | 10          | Total final | Total       | Pos. final  |
| ----------------------------- | ------------------- | ------------ | ------------ | ------------ | ------------ | ------------ | ------------ | ------------ | ------------ | ----------- | ----------- | ----------- | ----------- | ----------- | ----------- | ----------- | ----------- | ----------- | ----------- | ----------- | ----------- | ----------- |
| Carabina de ar 10 m masculino | Egor Maksimov       | 98           | 99           | 93           | 93           | 95           | 96           | 574          | 19º          | Não avançou | Não avançou | Não avançou | Não avançou | Não avançou | Não avançou | Não avançou | Não avançou | Não avançou | Não avançou | Não avançou | Não avançou | Não avançou |
| Pistola de ar 10 m feminino   | Ekaterina Barsukova | 97           | 95           | 92           | 92           |              |              | 376          | 3º           | 9.1         | 8.8         | 9.2         | 8.0         | 10.1        | 8.8         | 9.5         | 9.9         | 9.7         | 9.4         | 92.5        | 468.5       | 5º          |
| Pistola de ar 10 m masculino  | Nikolay Kilin       | 98           | 99           | 95           | 94           | 92           | 94           | 572          | 4º           | 9.9         | 10.0        | 8.8         | 8.9         | 10.4        | 10.2        | 9.6         | 9.9         | 9.6         | 9.5         | 96.8        | 668.8       | 8º          |

## Tiro com arco
| Evento               | Atleta                               | Qualificatória | Qualificatória | 1ª rodada                                              | Oitavas-de-final                   | Quartas-de-final              | Semi-finais                  | Final                  | Pos. final        |
| Evento               | Atleta                               | Resultado      | Pos.           | Oponente Resultado                                     | Oponente Resultado                 | Oponente Resultado            | Oponente Resultado           | Oponente Resultado     | Pos. final        |
| -------------------- | ------------------------------------ | -------------- | -------------- | ------------------------------------------------------ | ---------------------------------- | ----------------------------- | ---------------------------- | ---------------------- | ----------------- |
| Individual masculino | Bolot Tsybzhitov                     | 638            | 4º             | POL Maciej Jaworski V 6-0                              | CZE Frantisek Hajduk V 6-0         | BAN Emdadul Haque Milon V 6-0 | NED Rick van den Oever D 4-6 | SLO Gregor Rajh V 6-0* | Medalha de bronze |
| Individual feminino  | Tatiana Segina                       | 639            | 3º             | HUN Kristina Zaynutdinova V 6-0                        | JPN Mai Okubo V 6-4                | GER Isabel Viehmeier V 6-0    | TPE Tan Ya-Ting D 2-6        | USA Rosie Purdy V 6-2* | Medalha de bronze |
| Equipes mistas       | Bolot Tsybzhitov e FIN Tanja Sorsa   |                |                | FRA Laurie Lecointre/ SUI Axel Muller V 6-4            | BLR Iryna Hul/ CHN Luo Siyue D 5-6 | Não avançou                   | Não avançou                  | Não avançou            | --                |
| Equipes mistas       | Tatiana Segina e POL Maciej Jaworski |                |                | TUR Begunhan Elif Unsal/ SIN Abdud Dayyan Jaffar D 4-6 | Não avançou                        | Não avançou                   | Não avançou                  | Não avançou            | --                |

* Disputa pelo bronze

## Vela
| Evento               | Atleta         | Regata | Regata | Regata | Regata | Regata | Regata | Regata | Regata | Regata | Regata | Regata | Total | Posição |
| Evento               | Atleta         | 1      | 2      | 3      | 4      | 5      | 6      | 7      | 8      | 9      | 10     | M      | Total | Posição |
| -------------------- | -------------- | ------ | ------ | ------ | ------ | ------ | ------ | ------ | ------ | ------ | ------ | ------ | ----- | ------- |
| Techno 293 masculino | Artem Murashev | 6      | 6      | 5      | 2      | 12     | 5      | 6      | 5      | DSQ    | 1      | 2      | 50    | 5º      |

Notas:
- M – Regata da Medalha
- OCS – On the Course Side of the starting line
- DSQ – Disqualified (Desclassificado)
- DNF – Did Not Finish (Não completou)
- DNS – Did Not Start (Não largou)
- BFD – Black Flag Disqualification (Desclassificado por bandeira preta)
- RAF – Retired after Finishing (Retirou-se após completar a prova)

## Voleibol
Masculino:
| Elenco | Preliminares                                                                                            | Preliminares | Semifinais                                | Disputa pelo bronze                    | Pos. final        |
| Elenco | Grupo A                                                                                                 | Pos.         | Semifinais                                | Disputa pelo bronze                    | Pos. final        |
| --- | --- | ------------ | ----------------------------------------- | -------------------------------------- | ----------------- |
| Bogdan Glivenko, Valentin Golubev, Ivan Komarov, Maxim Kulikov, Vladimir Manerov, Filipp Mokievskiy, Ilya Nikitin, Konstantin Osipov, Alexander Shchurin, Dmitriy Solodilin, Alexey Tertyshnikov, Vadim Zolotukhin | SRB Sérvia V 3-0 (25-17, 25-20, 25-12) COD República Democrática do Congo D V 3-0 (25-22, 25-15, 25-13) | 1º           | ARG Argentina D 0-3 (10-25, 16-25, 19-25) | SRB Sérvia V 3-0 (25-17, 25-17, 25-15) | Medalha de bronze |